# Рабочий путь
«Рабо́чий путь» — старейшая смоленская областная общественно-политическая газета.

## История
Издаётся с марта 1917 года (первоначально газета называлась «Известия Смоленского Совета рабочих и солдатских депутатов»).

### Оккупация
Выпуск не прекращался во время оккупации территории Смоленской области фашистскими войсками в 1941 — 1943 годах, газета печаталась в Москве и распространялась с воздуха. Во время оккупации бывший редактор газеты «Рабочий путь», писатель и профессиональный журналист К. А. Долгоненков перешел к немцам и выпускал газету «Новый путь», в ответ на это, по утверждению историка И. Б. Красильникова, просоветский «Рабочий путь» специально посвятил ряд статей контрпропаганде, направленной против «Нового пути» и лично Долгоненкова и Меньшагина. На примере конкуренции газеты «Рабочий путь» и «Новый путь» в военное время историк Красильников в своей работе доказывал, насколько важны были периодические издания на оккупированной территории СССР в годы Великой Отечественной войны.

## Выпуски
По состоянию на апрель 2011 года газета выпускается в нескольких форматах:
- ежедневная газета;
- цветной еженедельный выпуск;
- еженедельное приложение — «Рабочий путь — спорт» (с сентября 2004 года);
- ежемесячное глянцевое приложение «Реклама Смоленск».

## Награды
Четыре раза газета удостоена Знака отличия «Золотой фонд прессы».